# Sistema auditivo periférico
O sistema auditivo periférico é constituído por estruturas sensoriais e conexões centrais responsáveis pela audição. Ele abrange estruturas da orelha externa, orelha média, orelha interna e nervo vestibulococlear.

1. Osso temporal; 2. Meato acústico externo; 3. Pavilhão auricular; 4. Membrana timpânica; 5. Janela oval; 6. Martelo; 7. Bigorna; 8. Estribo; 9. Órgão vestibular; 10. Cóclea; 11. Nervo vestibulococlear; 12. Tuba auditiva

As estruturas periféricas da audição se localizam na região do osso temporal e, de modo geral, têm a função de inferir sobre a sensação auditiva. O sistema auditivo periférico pode ser dividido em:
- Orelha externa: pavilhão auricular, meato acústico externo;
- Orelha média:  cavidade timpânica composta pela membrana timpânica, cadeia ossicular e músculos e ligamentos;
- Orelha interna: labirinto ósseo e labirinto membranoso;
- Nervo vestibulococlear: ramo coclear

## Orelha externa
De forma simplificada, a orelha externa atua como um funil, direcionando as vibrações sonoras para o tímpano. O pavilhão auricular é responsável pela captação da onda sonora, a qual é conduzida pelo meato acústico externo até atingir a membrana timpânica. O som faz com que a membrana timpânica vibre, iniciando a transdução da energia sonora em energia mecânica.
- Pavilhão auricular

É uma estrutura de cartilagem ligada a uma pequena porção de tecido adiposo. Suas estruturas cartilaginosas são formadas pela hélice, tubérculo da orelha, concha da orelha, anti-hélice, fossa triangular, escafa, trago e incisura intertrágica. O lóbulo, parte inferior do pavilhão, é a única estrutura composta por tecido adiposo.
Além de captar a onda sonora, o pavilhão auricular também contribui para localização do som, uma vez que a reflexão das ondas nas dobras das cartilagens ajudam o cérebro a determinar a direção deste.
- Meato acústico externo (MAE)

É uma estrutura em forma de tubo que possui um terço lateral cartilagíneo e dois terços mediais ósseos. A porção cartilagínea é contínua com a cartilagem do pavilhão e a porção óssea pertence à região escamosa e timpânica do osso temporal.
Além de conduzir a onda sonora, o MAE também é responsável pela proteção da membrana timpânica, mantendo o equilíbrio da umidade e da temperatura necessárias à preservação de sua elasticidade.

## Orelha média
A orelha média é representada pela cavidade timpânica, escavada na parte petrosa do osso temporal, a qual se comunica anteriormente com a laringe, por meio da tuba auditiva, e posteriormente com o processo mastoide do osso temporal.
- Membrana timpânica (MT)

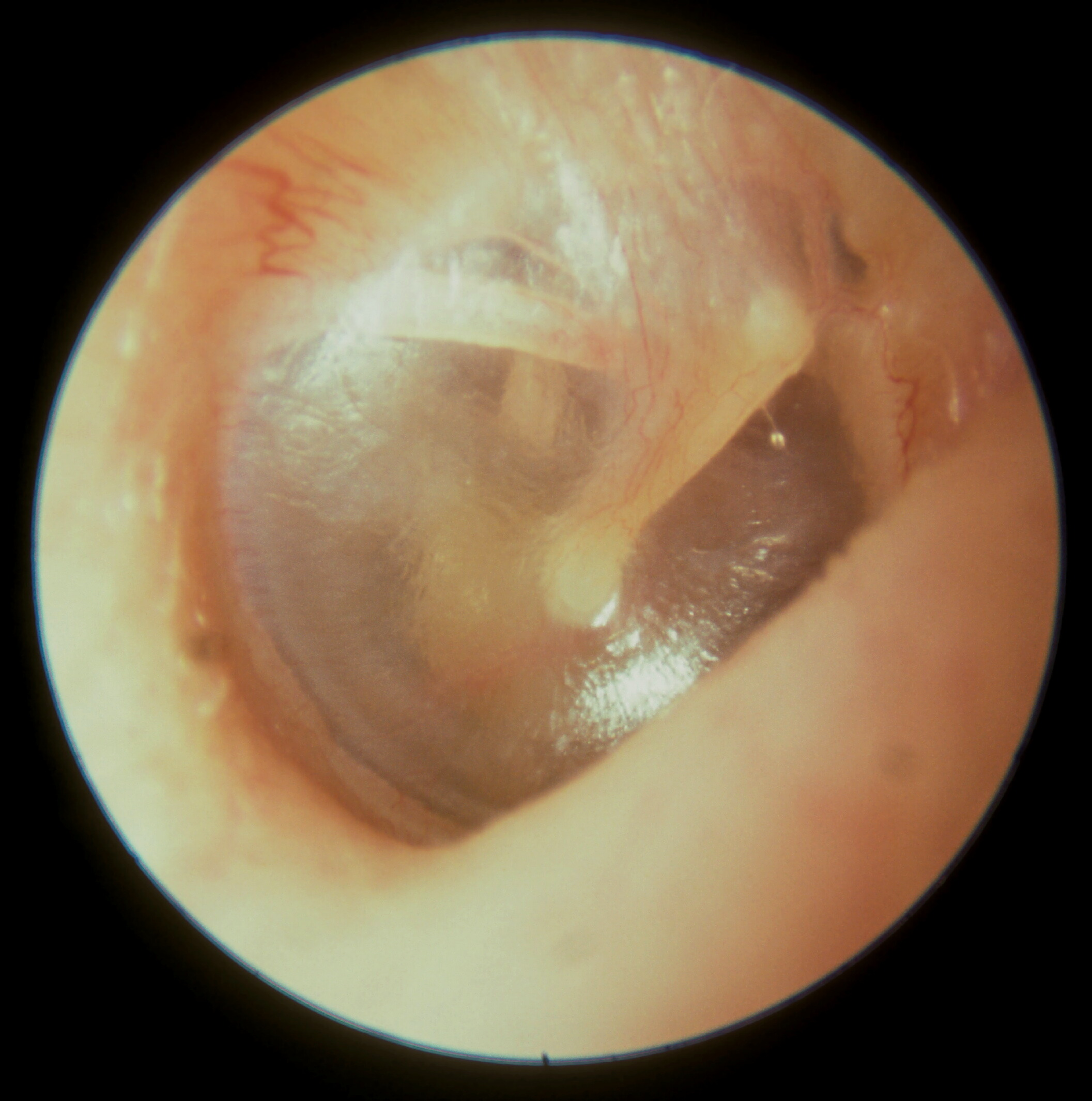
Membrana timpânica normal.

Separa a orelha externa da orelha média, transmitindo o som captado pelo pavilhão e MAE para a orelha média e, consequentemente, para a orelha interna. A orelha média é preenchida por ar e abriga os ossículos da audição.
- Ossículos

Ossículos da orelha média

A cadeia ossicular é composta pelo martelo, a bigorna e o estribo. Essa cadeia ossicular age como um sistema de alavanca, transmitindo e amplificando as ondas sonoras na forma de energia mecânica até que esta chegue na cóclea por meio da fixação do estribo na janela oval. Esse efeito de alavanca leva em consideração principalmente a articulação entre o martelo-bigorna, a qual gera um ganho mecânico de 1,3x que, somado a outros mecanismos de amplificação da orelha média, proporciona um ganho acústico de 27 a 35 dB.
- Músculos da orelha média

Os músculos da orelha média são o estapédio e o tensor do tímpano. A contração de tais músculos, frente a sons de forte intensidade, é responsável principalmente pela proteção da orelha média. Isso acontece porque a contração provoca o enrijecimento da cadeia ossicular, oferecendo uma oposição à passagem do som.

## Orelha interna
A orelha interna é composta pelo órgão vestibulococlear, responsável pela audição e pelo equilíbrio estático-dinâmico do corpo. A cóclea, principal responsável pela função auditiva é formada pelo labirinto ósseo, preenchido por um fluido chamado perilinfa (rico em sódio, Na+) e pelo labirinto membranoso, preenchido pela endolinfa (rico em potássio, K+). A diferença química entre esses dois líquidos é de extrema importância para a geração do impulso elétrico, o qual ocorre por meio da diferença de potencial entre estes íons. O labirinto ósseo é constituído pela cápsula ótica, composto por três estruturas principais: o vestíbulo, os canais semicirculares e a cóclea. Já o labirinto membranoso é constituído pelo ducto coclear, os órgãos vestibulares (utrículo, sáculo e canais semicirculares) e o ducto endolinfático.

Ilustração das escalas da cóclea e Órgão de Corti

O órgão de Corti é uma estrutura complexa formada pela membrana tectória, células de sustentação e células ciliadas, divididas em externas e internas. As células ciliadas externas, responsáveis pela amplificação do som, apresentam cílios em sua extremidade que contatam a membrana tectória. Tal contato influencia no padrão de vibração da membrana basilar, permitindo que as células ciliadas internas toquem a membrana tectória, gerando a despolarização e a produção do impulso nervoso. Ou seja, as CCI são as principais responsáveis pela sensação auditiva. Na sequência, o impulso nervoso é transmitido para as vias auditivas centrais por meio do nervo coclear, sendo processado e interpretado no córtex auditivo.